# Viola Barry
Viola Barry (4 de junio de 1894-2 de abril de 1964) fue una actriz estadounidense de la época del cine mudo.

## Biografía
Su verdadero nombre era Gladys Viola Wilson, y nació en Evanston, Illinois, siendo su padre Jackson Stitt Wilson. Siendo niña su familia se mudó a Berkeley, California, donde su padre fue alcalde de 1911 a 1913.
En 1910 Barry empezó a trabajar con la Compañía Teatral Belasco con el fin de actuar como la nueva ingenua. Antes de ello ya tenía cuatro años de experiencia teatral, dos de ellos con la Benson's Shakespearean Company de Inglaterra. Entre los papeles que Barry había interpretado figuraban los de Viola, Julieta, Porcia, y Rosalinda. La primera obra en la que actuó para Belasco fue The Test, de Jules Eckert Goodman.
Trabajó en el cine desde 1911 a 1920. Entre sus primeros títulos se incluyen The Totem Mask, The Voyager: A Tale of Old Canada, McKee Rankin's '49, John Oakhurst, Gambler, An Indian Vestal, Coals of Fire, A Painter's Idyl, The Chief's Daughter, George Warrington's Escape, y Evangeline. Todos estos filmes se completaron en su primer año en la industria.
En febrero de 1911 Barry se casó con el actor y director Jack Conway, de la Bison Moving Picture Company en Santa Ana (California). Tuvieron una hija, Rosemary. La pareja se divorció en 1918. Barry se casó posteriormente con el guionista Frank McGrew Willis, con quien tuvo otros cuatro hijos: Virginia, Gloria, McGrew, y James.
Viola Barry falleció en 1964 en Hollywood, California, a causa de una enfermedad cardiaca. Fue enterrada en el Cementerio Mountain View de Oakland (California).

## Filmografía seleccionada
- Help! Help! Hydrophobia! (1913)
- The Mothering Heart (1913)
- The Ranchero's Revenge (1913)
- The Lady and the Mouse (1913)
- A Misunderstood Boy (1913)
- A Frightful Blunder (1913)
- Peeping Pete (1913)
- Twixt Love and Fire (1914)
- His Favourite Pastime (1914)